# Петр (Смелич)
Архиепи́скоп Пе́тр (Смелич или Сумилявич; ум. 27 ноября 1744, Новоиерусалимский монастырь) — епископ Русской православной церкви, архиепископ Белгородский и Обоянский (1736—1742).

## Биография
По происхождению серб. фамилия его была Смелич или Сумилявич. Получил хорошее образование.
В 1709 году был в Москве ризничим при суздальском митрополите Ефреме (Янковиче), затем состоял духовным судьёй. С января 1713 года — архимандрит Московского Симонова монастыря.
25 января 1721 года становится «первенствующим», как его называли, советником новоучреждённого Святейшего Синода. Именно с этого времени начинается известность архимандрита Петра. Положение его в Святейшем Синоде, быть может как старейшего советника, было несколько исключительное. Когда Святейший Синод, после выезда в конце 1721 года в Москву, возвращался в марте 1723 года в Петербургу архимандрит Петр остался в Москве во главе учрежденного в Москве отделения Святейшего Синода, под названием Московской Синодальной Канцелярии. А когда в 1724 году Святейший Синод снова переехал в Москву на коронацию Императрицы, архимандрит Петр был вызван в Петербург для присутствования в «Петербургском Правлении Святейшего Синода». Здесь он оставался до конца 1724 года, а к новому году испросил себе высочайшее разрешение отправиться «к марциальным водам для излечения болезни».
31 июля 1725 года года назначен архимандритом Александро-Невского монастыря в Санкт-Петербурге. Занимался организацией учебного процесса в училище при Лавре
20 июня 1736 года хиротонисан во епископа Белгородского и Обоянского с возведением в сан архиепископа. С вступлением на Белгородскую кафедру, имевшую такой важный центр образования, как Харьковский коллегиум, его деятельность по развитию просвещения приобрела ещё большее значение. Архиепископ Петр значительно расширил программу введением ряда новых предметов, в том числе математику, французский и немецкий языки. Для этого в коллегиум были приглашены специальные преподаватели. Но одно это учебное заведение не могло удовлетворить нужд такой обширной епархии. Поэтому в городах Белгороде, Курске и Старом Осколе были открыты подготовительные славяно-латинские школы. В этих школах дети получали первоначальное образование, а затем завершали его в Харьковском коллегиуме. Положительной особенностью архиепископа Петра в деле школьного воспитания было смягчение жёсткой в то время школьной дисциплины. Своим указом он требовал всестороннего обучения детей и избежания излишних и неосмотрительных наказаний.
Был строг ко всем проявлениям суеверных обычаев и к недостоинству в поведении как среди паствы, так и среди духовенства. Он категорически выступил против укоренившегося обычая иметь в храмах свои иконы, которые каждый владелец окружал особым почитанием и вниманием. Строго преследовал архиепископ и духовенство за употребление спиртных напитков. Своим указом он потребовал при появлении случаев пьянства виновных наказывать и штрафовать. Наряду с положительными качествами в деятельности архиепископа Петра имели место и некоторые отрицательные стороны. К тем же лицам, которые не подчинялись его архипастырским распоряжениям, архиепископ был очень строг и применял жесткие меры наказания, вплоть до отлучения от Церкви. Взимал плату за обновление ставленых грамот священства.
В результате представленных против него обвинений архиепископ Петр 11 сентября 1742 года был уволен на покой в Воскресенский Ново-Иерусалимский монастырь на правах настоятеля.
18 марта 1743 года Воскресенский монастырь, всегда бывший первостатейным именовавшимся «комнатною и царскою обителью, приписан будучи всяким правлением и ведомством к двору царскому», был поручен в управление первому Московскому архиепископу Иосифу (Волчанкому).
Скончался 27 ноября 1744 года в Новоиерусалимском монастыре. Похоронен в Успенском приделе Воскресенского собора Новоиерусалимского монастыря, у северо-западного столпа.
Его погребение было обнаружено при реставрационных работах в 1985 году. Западную торцевую стенку кирпичного склепа тогда же разобрали, из погребения вынули фрагменты облачения и покров. До 1998 года предметы из захоронения хранились в музее «Новый Иерусалим», затем были возвращены возобновленному Ставропигиальному Воскресенскому монастырю. Осенью того же года при настилке новых полов в Успенском приделе эти вещи были после совершения панихиды снова вложены в погребальный склеп. В музее «Новый Иерусалим» остался только параман архиепископа Петра — лучше других сохранивший предмет из захоронения.